# Lojiba Simelane
Lojiba Simelane (... – Dopo il 1840) è stata Ndlovukati e regina reggente dal 1836 dopo la morte di Sobhuza I fino al 1840 quando Mswati II divenne re. Il figlio primogenito di Lojiba Simelane, il principe Sononde, era troppo giovane quando morì di suo padre. Mswati II fu nominato re per questo motivo. Sononde e sua madre si ribellarono ai consiglieri dell'ex re Swati e in seguito furono cacciati dallo Swaziland.